# Бажанов, Александр Васильевич
Алекса́ндр Васи́льевич Бажа́нов (19 августа [1 сентября] 1917, Труфанцево, Ярославская губерния — 29 июня 1944, Шкловский район, Могилёвская область) — Герой Советского Союза (22.08.1944), участник Великой Отечественной войны, командир орудия батареи 76-мм пушек 68-го стрелкового полка 70-й стрелковой дивизии 33-й армии 2-го Белорусского фронта, старший сержант.

## Биография
Родился 19 августа (1 сентября) 1917 года в деревне Труфанцево Высоковской волости Угличского уезда (ныне — в Борисоглебском районе Ярославской области) в семье крестьянина. Русский. Окончил начальную школу, работал в колхозе.
В 1938 году был призван в Красную армию. Участник Великой Отечественной войны с июня 1941 года. В 1942 году был принят в ВКП(б). За стойкость, мужество и отвагу в Орловско-Курской битве был награждён орденом Отечественной войны 2-й степени.
При прорыве вражеской обороны и в ходе наступления орудие старшего сержанта Бажанова всегда находилось в передовых порядках пехоты. Точным огнём артиллеристы обеспечивали продвижение стрелковых подразделений.
29 июня 1944 года в бою у деревни Горшково (Шкловский район Могилёвской области) расчет Бажанова подавил три вражеских пулемёта, и пехота, поддерживаемая огнём артиллеристов, быстро заняла укрепленные позиции врага. В контратаку на позиции наших подразделений устремились два батальона пехоты, десять тяжёлых танков и два самоходных орудия.
Отражая натиск врага, старший сержант Бажанов уничтожил самоходную артиллерийскую установку «фердинанд» и более шестидесяти гитлеровцев. Когда кончились снаряды, а танки врага прорвались к огневой позиции, с противотанковой гранатой бросился под танк.
Указом Президиума Верховного Совета СССР от 22 августа 1944 года за образцовое выполнение боевых заданий командования на фронте борьбы с немецкими захватчиками и проявленные при этом мужество и героизм старшему сержанту Бажанову Александру Васильевичу посмертно присвоено звание Героя Советского Союза.

## Награды
- Медаль «Золотая Звезда» Героя Советского Союза
- Орден Ленина
- Орден Отечественной войны II степени
- медаль «За боевые заслуги» (20.6.1943)[1]

## Память
- Похоронен на месте боя у деревни Горшково в братской могиле.
- Имя Героя было присвоено пионерской дружине Высоковской школы Борисоглебского района, в которой учился Герой.